# 苗医学
苗族传统医学，简称苗医学，是流傳在苗族聚居地方的一種傳統醫學，是苗族医药学理论和治疗方法所形成的民族醫學。苗医主要分为湘西（张氏和花垣）苗医和黔东南苗医，一般以小夹板固定并外敷以伤药，著名的伤药有柏林接骨散药等。

## 院校
- 贵州医科大学神奇民族医药学院
- 黔南民族医学高等专科学校
- 右江民族医学院